# Hunnemannia hintoniorum
Hunnemannia hintoniorum är en vallmoväxtart som beskrevs av Guy L. Nesom. Hunnemannia hintoniorum ingår i släktet Hunnemannia och familjen vallmoväxter. Inga underarter finns listade i Catalogue of Life.

## Bildgalleri

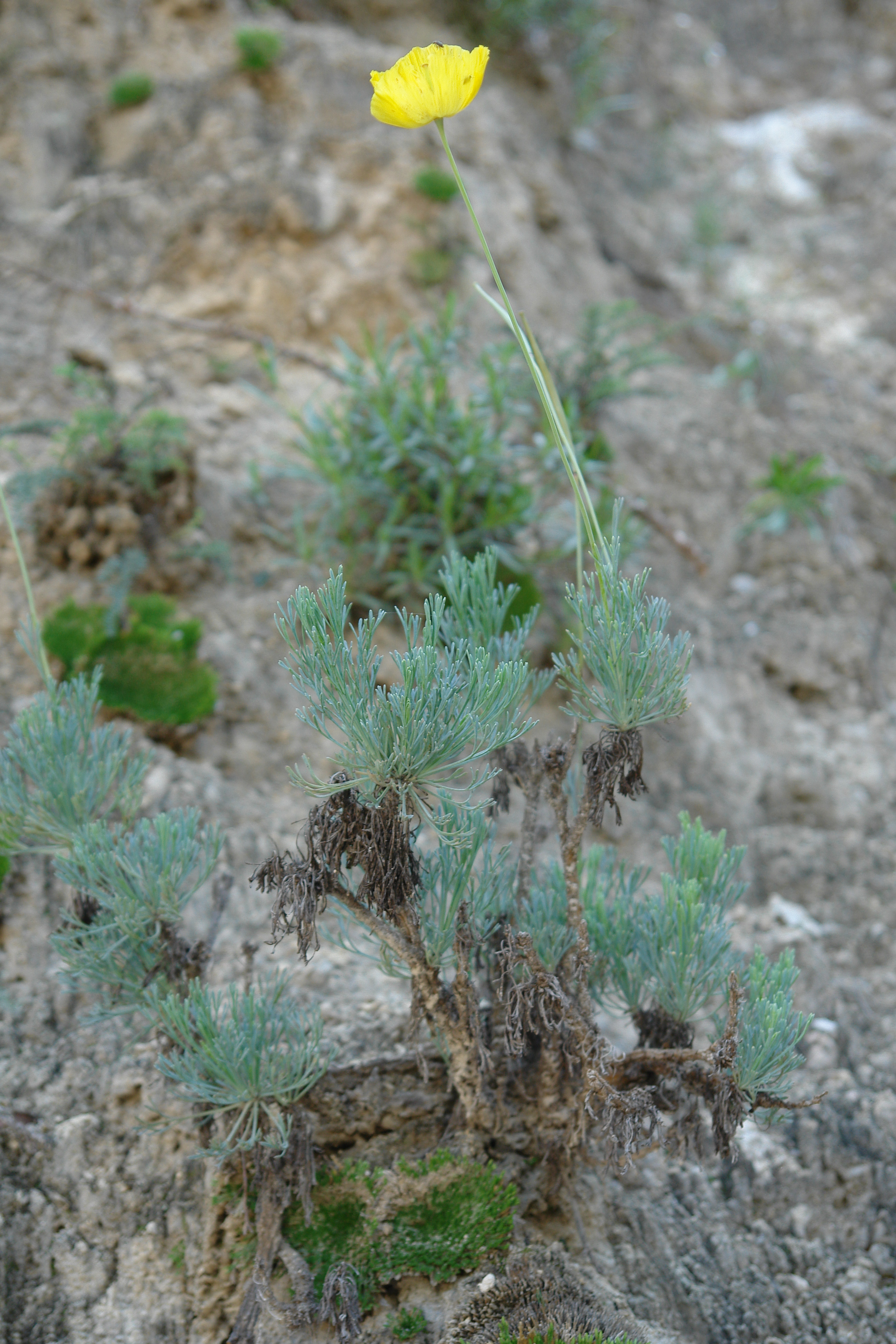